# Maria Bartlowa
Maria Bartlowa z domu Rutkowska (ur. 3 kwietnia 1881 w Chodorowie, zm. 26 września 1969 w Krakowie) – polska działaczka niepodległościowa, senator II RP V kadencji, radna Krakowa. 

## Życiorys
Była córką Juliusza Rutkowskiego i Zofii Ajdukiewicz. W latach 1914–1916 była zaangażowana w działalność niepodległościową na terenie Lwowa. Była członkinią Ligi Kobiet Galicji i Śląska (gdzie była aktywną działaczką koła we Lwowie, m.in. prowadziła tam gospodę dla Legionistów), Towarzystwa „Opieki nad Legionistami i ich rodzinami”, komitetu „Szczypiorna” i Polskiego Czerwonego Krzyża. Podczas obrony Lwowa pracowała w polskim szpitalu wojskowym (1918–1919).
W niepodległej Polsce w 1922 współtworzyła Unię Narodowo-Państwową, działała też w organizacjach kobiecych; była m.in. przewodniczącą Ligi Kobiet Polskich, od 1935 wiceprzewodniczącą Związku Pracy Obywatelskiej Kobiet oraz członkinią zarządu Unii Polskich Związków Obrończyń Ojczyzny. W latach 1938–1939 pełniła mandat senatorski, wybrana w województwie lwowskim; w Senacie należała do klubu Obozu Zjednoczenia Narodowego. Pracowała w komisjach oświatowej i społecznej.
Po śmierci męża rozstrzelanego przez Niemców w 1941 została eksmitowana z lwowskiego mieszkania i pozbawiona majątku. Pracowała w Polskim Komitecie Opieki nad więźniami, będącym lwowskim odpowiednikiem Rady Głównej Opiekuńczej, która w latach 1940–1945 miała siedzibę w Krakowie. 
Po II wojnie światowej (w maju 1945) Maria Bartlowa przeniosła się do Krakowa, gdzie w latach 1945–1948 była pracownicą sekcji opieki nad repatriantami. Zatrudniona też w latach 1946–1950 w inspektoracie kulturalno-oświatowym Czytelnika. Pełniła mandat radnej miasta. Od 1950 do 1957 była kierowniczką świetlicy i bibliotekarką w Państwowej Wyższej Szkole Muzycznej w Krakowie. 
Była żoną trzykrotnego premiera II RP Kazimierza Bartla. Zmarła 26 września 1969 w Krakowie. Pochowana na cmentarzu Rakowickim (kwatera GD-8-13). W 2007 jej przybrana córka Cecylia Bartel (1923–2022) przekazała jej dokumenty i pamiątki do Muzeum Historii Polski w Warszawie.

## Ordery i odznaczenia
- Krzyż Kawalerski Orderu Odrodzenia Polski (30 kwietnia 1927)[9]
- Złoty Krzyż Zasługi (11 listopada 1937)[10][11]